# 渡辺雅夫
渡辺 雅夫（わたなべ まさお、1896年（明治29年）4月1日 - 1952年（昭和27年）8月13日）は、大日本帝国陸軍軍人。最終階級は陸軍中将。

## 経歴
1896年（明治29年）に石川県で生まれた。陸軍士官学校第29期、陸軍大学校第36期卒業。1937年（昭和12年）12月に北支那方面軍参謀に就任し、日中戦争に出動。1938年（昭和13年）7月15日に陸軍歩兵大佐進級と同時に陸軍習志野学校研究部主事に着任し、1939年（昭和14年）3月に教育総監部第5課長を経て、1941年（昭和16年）3月に歩兵第109連隊長に就任した。
1942年（昭和17年）4月1日に留守近衛師団参謀長に就任し、8月1日に陸軍少将に進級した。1943年（昭和18年）10月1日に留守第65独立歩兵団長を経て、11月24日に南洋第3支隊長（第31軍）に就任し太平洋戦争に出征した。南洋第3支隊と独立混成第5連隊を根幹に新編された独立混成第52旅団長に1944年（昭和19年）5月27日に就任し、1945年（昭和20年）4月30日に陸軍中将に進級。ポナペ島で守備に任じ終戦を迎え、1946年（昭和21年）1月3日に復員した。
1947年（昭和22年）11月28日、公職追放仮指定を受けた。